# Robert Fein
Robert Fein (ur. 8 grudnia 1907 w Oberlaa, zm. 2 stycznia 1975 w Wiedniu) – austriacki sztangista, mistrz olimpijski, wicemistrz świata i wielokrotny medalista mistrzostw Europy.

## Kariera
Pierwszy sukces w karierze osiągnął w 1929 roku, kiedy zdobył złoty medal w wadze lekkiej na mistrzostwach Europy w Wiedniu. Następnie zajął trzecie miejsce na mistrzostwach Europy w Monachium w 1930 roku, wygrał podczas mistrzostw Europy w Genui w 1934 roku i zajął drugie miejsce na mistrzostwach Europy w Paryżu rok później.
W 1936 roku wystartował na igrzyskach olimpijskich w Berlinie, gdzie w wadze lekkiej z wynikiem 342,5 kg zwyciężył, ustanawiając jednocześnie nowy rekord olimpijski. Był tam drugi w podrzucie, drugi w rwaniu i pierwszy w wyciskaniu. W zawodach pierwsze miejsce zajął ex aequo z Anwarem Misbahem z Egiptu, a trzecie miejsce zajął Karl Jansen z III Rzeszy. Rok później wywalczył srebrny medal na mistrzostwach świata w Paryżu, rozdzielając na podium Tony’ego Terlazzo z USA i Karla Jansena.
Ośmiokrotnie ustanawiał oficjalne rekordy świata, po cztery w wyciskaniu i rwaniu.
W 1937 roku został uhonorowany Medalem Zasługi dla Republiki Austrii. Po Anschlussie w 1938 roku, jako że był Żydem, został przez nazistów wykluczony z rywalizacji sportowej.